# System ligowy piłki nożnej w Australii

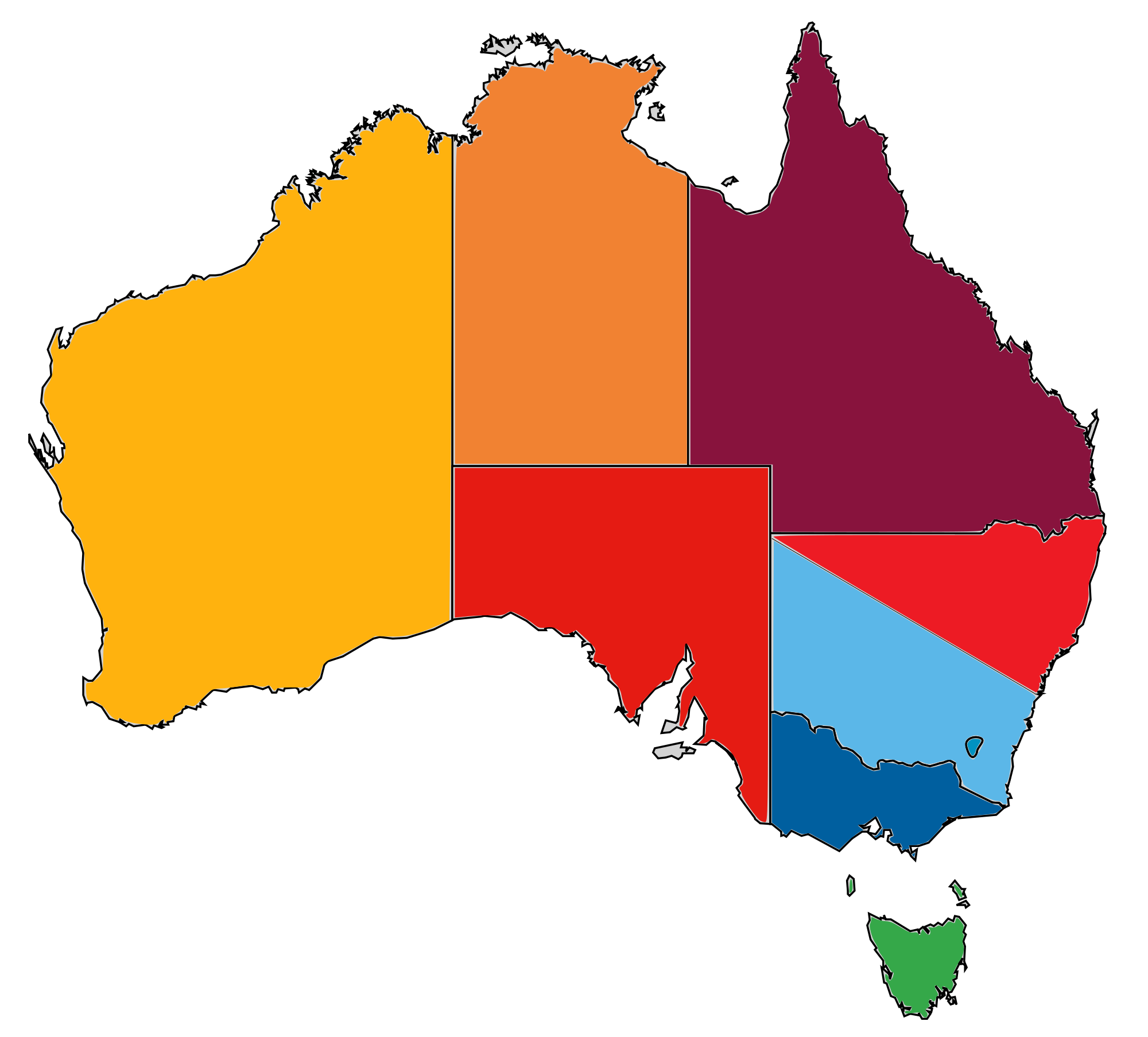
Federacje stanowe w Australii

System ligowy piłki nożnej w Australii zaczął się kształtować na przełomie XIX i XX wieku. Początkowo rozgrywki piłkarskie kształtowały się niezależnie w każdym stanie lub terytorium. W 1977 roku utworzono pierwsze rozgrywki krajowe pod nazwą National Soccer League (NSL), które stanowiły najwyższą klasę rozgrywką w Australii w latach 1977–2004.
Aktualny system piłkarski zaczął kształtować się od 2004 roku, razem z likwidacją National Soccer League i utworzeniem rozgrywek A-League, która od 2005 roku jest najwyższą klasą rozgrywkową w piłce nożnej w Australii. Jednym z czynników likwidacji NSL był opublikowany w 2003 roku Raport Crawforda w sprawie zbadania organizacji w Soccer Australia, jednocześnie wyznaczył on podstawy dla funkcjonowania obecnych rozgrywek A-League. W 2013 roku utworzono drugi poziom rozgrywek National Premier Leagues (NPL), w skład której wchodzi 8 dywizji z 7 stanów i terytoriów. Pomiędzy A-League a NPL nie istnieje system awansu i spadku. W poszczególnych dywizjach NPL jak i w niższych ligach stanowych istnieje możliwość awansu lub spadku do wyższej lub niższych ligi.

## System ligowy
| Poziom | Ligi                                                        | Ligi                                                        | Ligi                                                        | Ligi                                                        | Ligi                                                        | Ligi                                                        | Ligi                                                        | Ligi                                                               | Ligi                                                               | Ligi                                                         | Ligi                                                           | Ligi                                                           |
| ------ | ----------------------------------------------------------- | ----------------------------------------------------------- | ----------------------------------------------------------- | ----------------------------------------------------------- | ----------------------------------------------------------- | ----------------------------------------------------------- | ----------------------------------------------------------- | ------------------------------------------------------------------ | ------------------------------------------------------------------ | ------------------------------------------------------------ | -------------------------------------------------------------- | -------------------------------------------------------------- |
| 1      | A-League 11 klubów (z czego 1 z Nowej Zelandii) brak spadku | A-League 11 klubów (z czego 1 z Nowej Zelandii) brak spadku | A-League 11 klubów (z czego 1 z Nowej Zelandii) brak spadku | A-League 11 klubów (z czego 1 z Nowej Zelandii) brak spadku | A-League 11 klubów (z czego 1 z Nowej Zelandii) brak spadku | A-League 11 klubów (z czego 1 z Nowej Zelandii) brak spadku | A-League 11 klubów (z czego 1 z Nowej Zelandii) brak spadku | A-League 11 klubów (z czego 1 z Nowej Zelandii) brak spadku        | A-League 11 klubów (z czego 1 z Nowej Zelandii) brak spadku        | A-League 11 klubów (z czego 1 z Nowej Zelandii) brak spadku  | A-League 11 klubów (z czego 1 z Nowej Zelandii) brak spadku    | A-League 11 klubów (z czego 1 z Nowej Zelandii) brak spadku    |
| 2      | National Premier Leagues 93 kluby (z 8 dywizji)             | National Premier Leagues 93 kluby (z 8 dywizji)             | National Premier Leagues 93 kluby (z 8 dywizji)             | National Premier Leagues 93 kluby (z 8 dywizji)             | National Premier Leagues 93 kluby (z 8 dywizji)             | National Premier Leagues 93 kluby (z 8 dywizji)             | National Premier Leagues 93 kluby (z 8 dywizji)             | National Premier Leagues 93 kluby (z 8 dywizji)                    | National Premier Leagues 93 kluby (z 8 dywizji)                    | National Premier Leagues 93 kluby (z 8 dywizji)              | Football Federation Northern Territory 10 klubów (z 2 dywizji) | Football Federation Northern Territory 10 klubów (z 2 dywizji) |
| 2      | NPL Capital Football 10 klubów brak awansu brak spadku      | NPL NSW 12 klubów brak awansu ↓ 1 drużyna                   | NPL Northern NSW 11 klubów brak awansu ↓ 1 drużyna          | NPL Queensland 12 klubów brak awansu ↓ 2 drużyna            | NPL South Australia 12 klubów brak awansu ↓ 2 drużyna       | NPL Tasmania 8 klubów brak awansu brak spadku               | NPL Victoria 14 klubów brak awansu ↓ 2 lub 3 drużyny        | NPL Western Australia 14 klubów brak awansu ↓ 2 drużyna            | NorZone Premier League 6 klubów brak awansu brak spadku            | Southern Zone Premier League 4 kluby brak awansu brak spadku |                                                                |                                                                |
| 3      | Capital League 10 klubów brak awansu ↓ 1 drużyna            | NPL NSW 2 14 klubów ↑ 1 drużyna ↓ 1 drużyna                 | State League 1 11 klubów ↑ 1 drużyna brak spadku            | Queensland Premier League 14 klubów ↑ 2 drużyny brak spadku | State League 1 12 klubów ↑ 2 drużyny ↓ 2 drużyny            | Northern Championship 9 klubów brak awansu ↓ 1 drużyna      | Southern Championship 9 klubów brak awansu ↓ 1 drużyna      | NPL Victoria 2 West 10 klubów ↑ 1 lub 2 drużyny ↓ 1 drużyna        | NPL Victoria 2 East 10 klubów ↑ 1 lub 2 drużyny ↓ 1 drużyna        | State League 1 11 klubów brak awansu ↓ 2 drużyny             | NorZone All Age League 10 klubów brak awansu brak spadku       |                                                                |
| 4      | Capital League Division 1 10 klubów ↑ 1 drużyna ↓ 1 drużyna | NPL NSW 3 12 klubów ↑ 1 drużyna ↓ 1 drużyna                 | Rozgrywki regionalne 7 dystryktów brak awansu               | Rozgrywki regionalne 10 dystryktów brak awansu              | State League 2 12 klubów ↑ 2 drużyny                        | Northern League One 6 klubów ↑ 1 drużyna możliwy spadek     | Southern League One 6 klubów ↑ 1 drużyna możliwy spadek     | State League 1 North-West 12 klubów ↑ 1 drużyna ↓ 2 drużyny        | State League 1 South-East 12 klubów ↑ 1 drużyna ↓ 2 drużyny        | State League 2 11 klubów ↑ 1 drużyna ↓ 1 drużyna             |                                                                |                                                                |
| 5      | Capital League Division 2 10 klubów ↑ 1 drużyna ↓ 1 drużyna | State League 1 12 klubów ↑ 1 drużyna brak spadku            |                                                             |                                                             | South Australian Regional Leagues 6 dystryktów brak spadku  | Northern League Two 6 klubów możliwy awans brak spadku      | Southern League Two 6 klubów możliwy awans brak spadku      | State League 2 North-West 12 klubów ↑ 2 drużyny ↓ 2 drużyny        | State League 2 South-East 12 klubów ↑ 2 drużyny ↓ 2 drużyny        | Rozgrywki regionalne 18 oddzielnych stowarzyszeń             |                                                                |                                                                |
| 6      | Capital League Division 3 10 klubów ↑ 1 drużyna ↓ 1 drużyna | Rozgrywki regionalne 19 dystryktów brak awansu              |                                                             |                                                             |                                                             |                                                             | Southern League Three 8 klubów możliwy awansu brak spadku   | State League 3 North-West 12 klubów ↑ 2 drużyny ↓ 2 lub 3 drużyny  | State League 3 South-East 12 klubów ↑ 2 drużyny ↓ 2 lub 3 drużyny  |                                                              |                                                                |                                                                |
| 7      |                                                             |                                                             |                                                             |                                                             |                                                             |                                                             | Southern League Four 8 klubów możliwy awans brak spadku     | State League 4 48 klubów (z 4 dywizji) ↑ 4 lub 5 drużyn ↓ 8 drużyn | State League 4 48 klubów (z 4 dywizji) ↑ 4 lub 5 drużyn ↓ 8 drużyn |                                                              |                                                                |                                                                |
| 8      |                                                             |                                                             |                                                             |                                                             |                                                             |                                                             | Southern League Five 8 klubów możliwy awans brak spadku     | State League 5 48 klubów (z 4 dywizji) ↑ 8 drużyn brak spadku      | State League 5 48 klubów (z 4 dywizji) ↑ 8 drużyn brak spadku      |                                                              |                                                                |                                                                |
| 9      |                                                             |                                                             |                                                             |                                                             |                                                             |                                                             |                                                             | Victorian Regional Leagues 8 dystryktów brak awansu                | Victorian Regional Leagues 8 dystryktów brak awansu                |                                                              |                                                                |                                                                |